# Jacques François de La Chaise
Pour les articles homonymes, voir Lachaise.
Jacques François, baron de La Chaise, né le 13 janvier 1743 à Montcenis, mort le 11 mars 1823 à Beauvais, est un général, administrateur et homme politique français.

## Biographie
Fils d'un avocat, neveu de François de la Chaise et frère de Claude de La Chaise de Martigny, receveur général de la gabelle à Angers, Jacques François de La Chaise devient gendarme de la garde du roi le 7 mars 1762. Il passe sous-lieutenant au régiment Royal-Pologne-cavalerie le 12 mars 1772, avec rang de capitaine le 4 mai 1774, capitaine en second au 3e régiment de chevau-légers le 8 avril 1779, capitaine commandant le 17 septembre 1783, major au régiment Royal-Normandie-cavalerie le 9 février 1785, lieutenant-colonel le 17 mai 1789 et colonel le 25 janvier 1791. 
Lachaise sert à Nancy en 1790, à l'armée du Centre pour l’expédition sur Verdun en 1792, à l'armée de la Moselle, au siège de Longwy et est promu général de brigade le 15 mai 1793. Démissionnaire, il est admis à la retraite le 7 janvier 1794.
Il est président de l'administration municipale de Beauvais en 1794, maire de Beauvais de 1795 à 1797, et de 1800 à 1803, président de l'administration municipale du canton de Beauvais de 1795 à 1797, membre du conseil général de l'Oise de 1800 à 1803 et du collège électoral du département.
Lachaise est nommé Préfet du Pas-de-Calais en 1803. Maintenu sous la première Restauration, il est destitué par Bonaparte sous les Cent-Jours. Son administration lui a permis d'être nommé candidat au Sénat conservateur. Il retourne alors à Beauvais et reste conseiller municipal jusqu'à son décès en 1823.
Créé chevalier de l'Empire le 28 janvier 1809, puis baron de l'Empire le 31 décembre 1809, Louis XVIII confirme ce titre par lettres patentes du 6 juillet 1816.

### Vie familiale
Il épouse en 1794 Marie de Catheu, fille de Charles Claude de Catheu, écuyer, seigneur de Grumesnil, et de Charlotte Louise Divery du Mesnil, et belle-sœur du baron Durand Borel de Brétizel. Ils ont : 
- Zoé (1795-1860), épouse d'Achille Louis Gibert, trésorier-payeur général, fils de Guillaume Gibert, régent de la Banque de France, et de Victoire Félicité Fontenilliat ;
  - Valentine, épouse de Gaëtan de Rochebouët.
- Adalbert (1797-1869), général de cavalerie, marié à Marie Charlotte Léontine de Médine, petite-fille de l'amiral Charles de Médine, pair de France ;
- Edmond (1801-1867), officier de cavalerie, marié à Pauline Camille de Nully d'Hécourt (petite-fille de Pierre de Nully d'Hécourt) ;
  - Marthe, épouse de Raymond de Malherbe ;
- Anna Marie Louise Caroline (1806-1878), épouse de Joseph Lescot de la Millandrie.

### Sources / bibliographie
- Georges Six, Dictionnaire biographique des généraux et amiraux français de la Révolution et de l'Empire, tome II, 1934
- Louis Gabriel Michaud, Biographie universelle ancienne et moderne: ou histoire, par ordre alphabétique, de la vie publique et privée de tous les hommes qui se sont fait remarquer par leurs écrits, leurs talents, leurs vertus ou leurs crimes. Kl - Lal, Volume 22, 1859
- Jules Chavanon, Georges Saint-Yves, Le Pas-de-Calais de 1800 à 1810: étude sur le système administratif institué par Napoléon Ier, 1907
- Vieille de Boisjolin, Alphonse Rabbe, Charles Augustin Sainte-Beuve, Biographie universelle et portative des Contemporains: ou Dictionnaire historique des hommes vivants et des hommes morts (de 1788 à 1828), 1836